# مصطفی کوروما
مصطفی کوروما (انگلیسی: Moustapha Kourouma؛ زادهٔ ۱۱ اکتبر ۱۹۷۷) بازیکن فوتبال اهل بورکینافاسو بود.
از باشگاه‌هایی که در آن بازی کرده است می‌توان به باشگاه ورزشی القطر اشاره کرد.
وی همچنین در تیم ملی فوتبال بورکینافاسو بازی کرده است.